# Église Saint-Fuscien-et-Saint-Gentien de Morcourt
Pour les articles homonymes, voir Église Saint-Fuscien.
L'église Saint-Fuscien et Saint-Gentien de Morcourt est située au centre du village de Morcourt dans le département de la Somme à environ 35 km à l'est d'Amiens.

## Historique
Par une lettre d'août 1220, l'évêque d'Amiens créait la paroisse de Morcourt qui jusque-là dépendait de la paroisse voisine de Cerisy. L'église de Morcourt fut donc construite au XIIIe siècle, cependant l'église actuelle fut reconstruite au début du XVIe siècle. La dîme était perçue par l'abbaye de Corbie pour les deux tiers et pour un tiers par le chapelain de Méricourt-sur-Somme.

## Caractéristiques

### Extérieur
L'église de Morcourt est construite en craie blanche en style gothique flamboyant, notamment le chœur et les chapelles. Les collatéraux ont été construits postérieurement. Un massif clocher-tour quadrangulaire flanque l'édifice sur le côté ouest de la nef.
Sur l'un des contreforts du chevet de l’église, dans une niche aménagée, se trouve la statue d'un  Ecce Homo du XVIe siècle (classé au titre objet), abrité sous une cloche de pierre, ses pieds  reposent sur un cul de lampe orné d'un blason sur lequel sont sculptés les instruments de la Passion du Christ : tunique, marteau,
clou, dés, tenailles, fouet, vases...
Contre le mur extérieur de la chapelle absidiale, un Christ en croix, en chêne du XVIe siècle, fixé sur une croix en maçonnerie, est classé, lui aussi, au titre d'objet, depuis le 28 mai 2004.

### Intérieur
L'église conserve un maître-autel et deux autels latéraux de belle facture, des stalles en bois, une chaire, un confessionnal et plusieurs statues dont saint Jean-Baptiste en bois bruni. On peut y voir également un Christ en croix, en chêne. Les baies du chœur sont garnies de vitraux représentant saint Eugène et sainte Marguerite d'un côté, saint Pierre et saint Paul de l'autre. Les chapiteaux des colonnes sont ornés d'un décor sculpté. Des éléments de frise sculptée sont encore visibles dans la nef de même qu'un lustre de style art déco.

## Photos

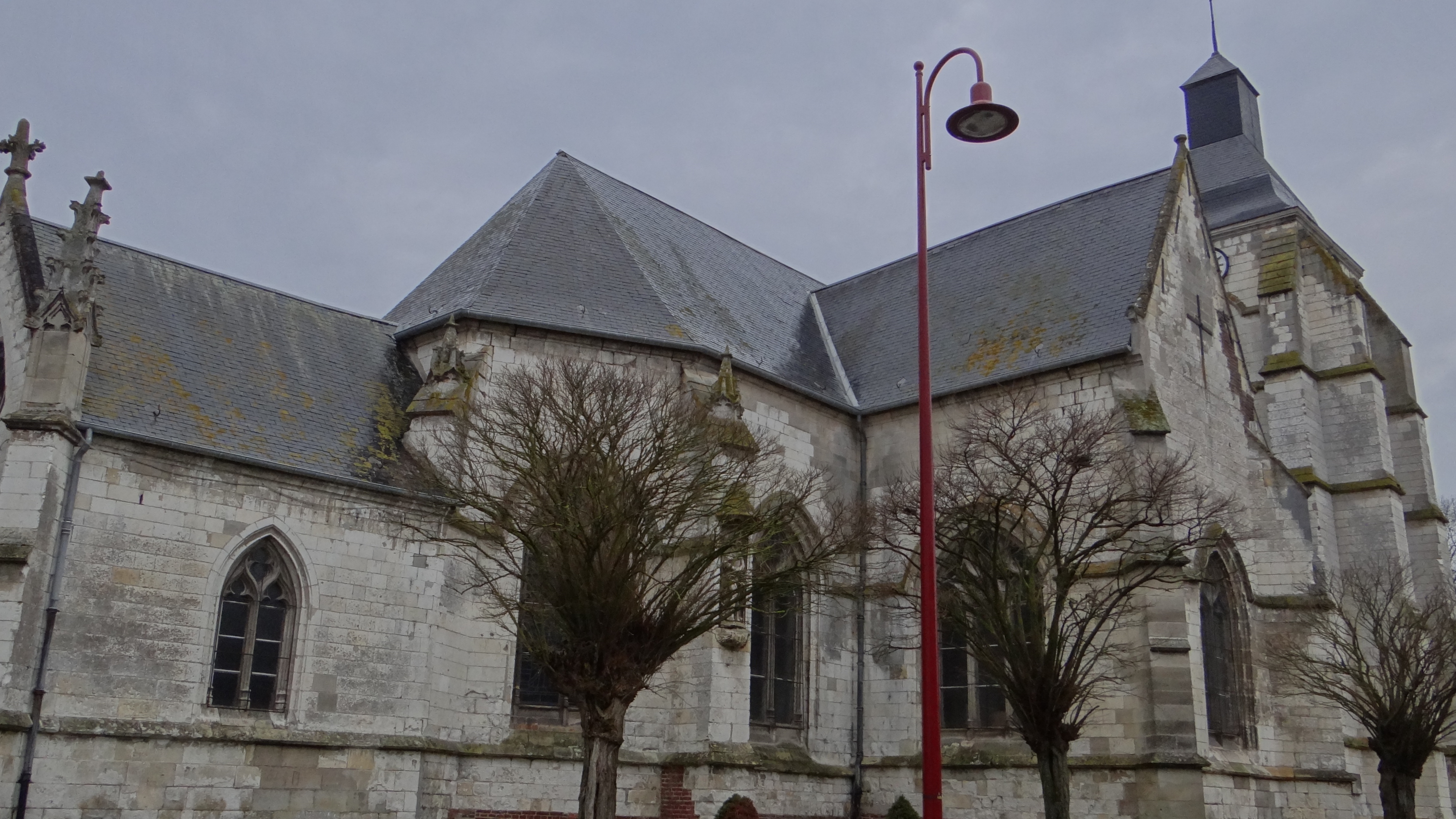
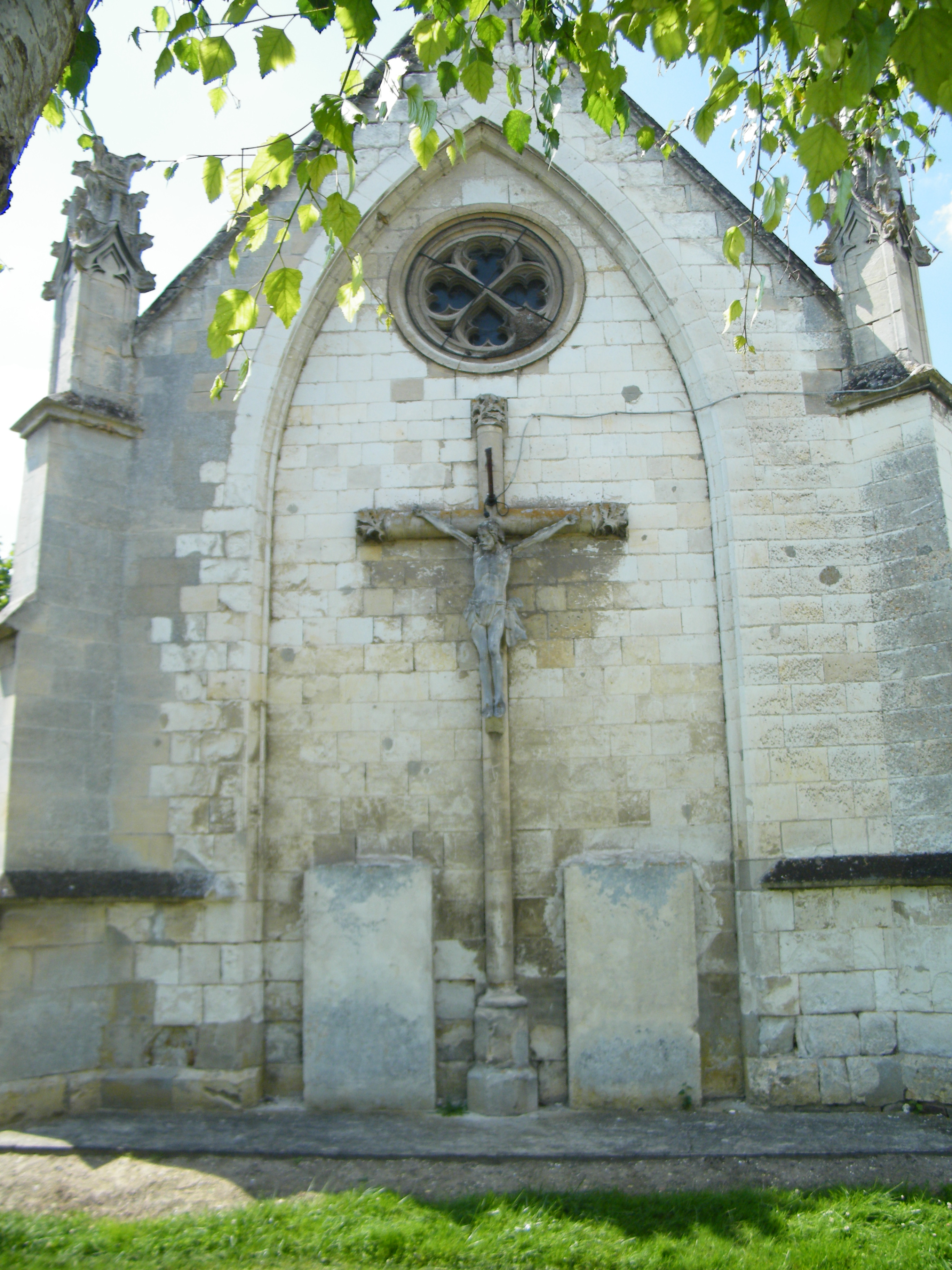
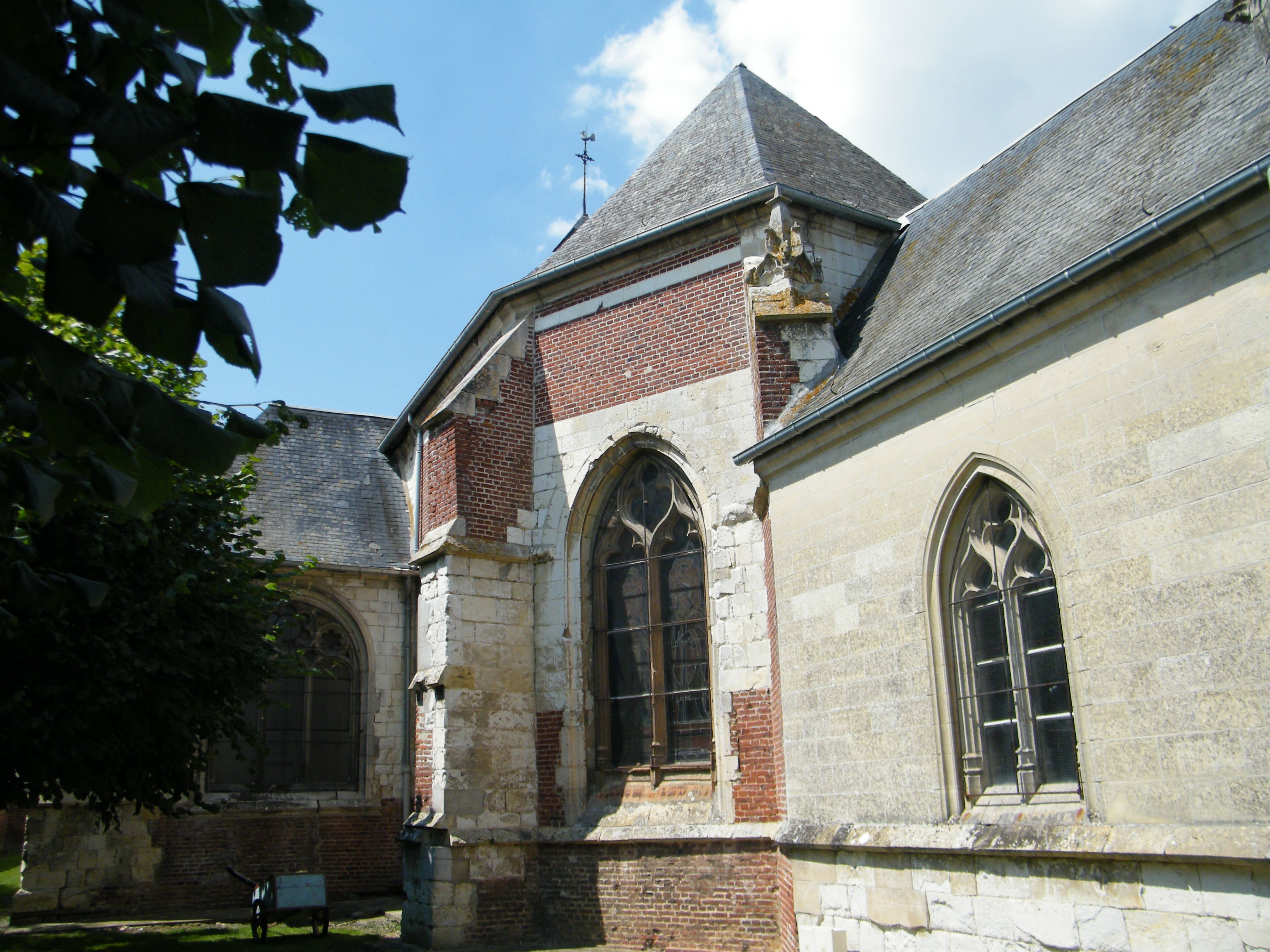
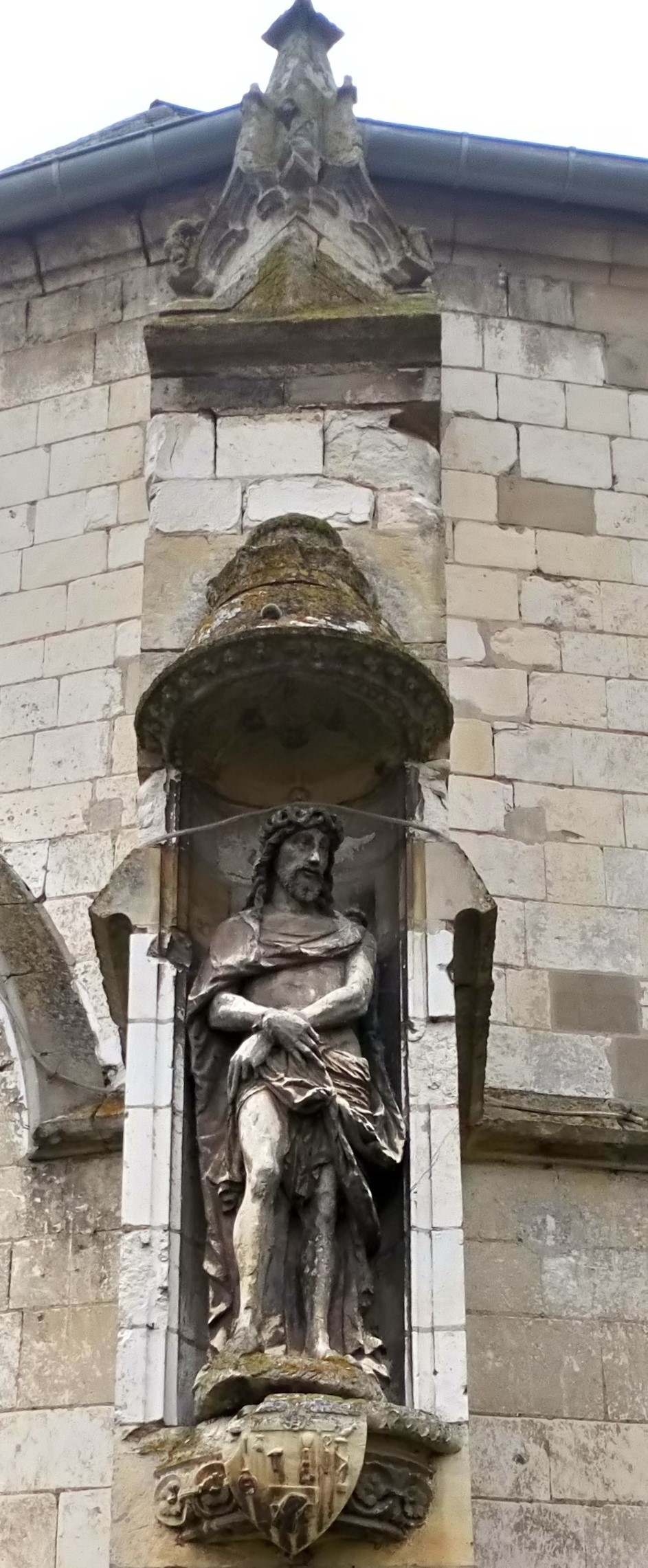